# Änglagård (musikal)
Änglagård är en svensk musikal från 2023, skriven av Edward af Sillén och Daniel Réhn. Musiken är skriven av Fredrik Kempe. Musikalen är baserad på filmen med samma namn från 1992 och hade premiär på Oscarsteatern i Stockholm den 10 september 2023.

## Handling
Yxared 1971: Rut Flogfält, gift med den rike bonden Axel Flogfält, får i ett brev adresserat till maken reda på att han är far till ett utomäktenskapligt barn, femåriga Fanny. Fannys mor Alice har innan flickans födelse lämnat Yxared och bosatt sig i Berlin. Rut bestämmer sig för att inget säga och att ta med sig brevet och dess hemlighet i graven.
20 år senare avlider åldringen Erik Zander till synes utan arvingar. Axel Flogfält smider planer att köpa den avlidnes storslagna herrgård Änglagård när den går ut på auktion men får en chock när det visar sig att Erik har ett barnbarn, Fanny, som vill ärva gården och dessutom få reda på vem hennes riktige far är. När Fanny och hennes homosexuelle vän Zac bosätter sig på Änglagård uppstår en kulturkrock och de enda som uppskattar deras intåg är Axel och Ruts son Mårten, de åldrade bröderna Ivar och Gottfrid samt bygdens präst Henning.

## Medverkande i originaluppsättningen[2]
Inom parentes listas ersättare vid senare förlängning av musikalen.

### Roller
- Fanny Zander - Tuva B. Larsen
- Rut Flogfält - Helen Sjöholm (Sanna Nielsen[3])
- Axel Flogfält - Fredrik Lycke
- Zac Paulin - Lindy Larsson (Denny Lekström[3])
- Gottfrid Pettersson - Tommy Körberg (Claes Malmberg[4])
- Ivar Pettersson - Gustav Levin
- Mårten Flogfält - Martin Stokke Mathiesen
- Eva Ågren - Sofia Pekkari
- Präst Henning Collmer - Per Svensson
- Advokat Ragnar Zetterberg, US Zac Paulin - Denny Lekström (Pontus Wonkawaara[3])

### Ensemble
- Anne-Marie, US Rut Flogfält - Jenny Holmgren
- Sussie, US Fanny Zander - Caroline Gustafsson
- Ensemble, US Gottfrid Pettersson - Joakim Jennefors
- Ensemble, US Ivar Pettersson - Rolf Christianson
- Mona, US Eva Ågren - Cecilia Wrangel
- Hampus, US Mårten Flogfält - Hjalmar Freij
- Gösta, US Axel Flogfält - Jonas Schlyter
- Ensemble, US Adv Zetterberg/Präst Collmer - Tord Hansson
- Vivianne, Ensemblekapten - Thérèse Andersson Lewis
- Ensemble - Emilia Brown
- Ensemble - Hanna Ulvan
- Ensemble - Petter Mario Skoglund